# Niebiańskie żony Łąkowych Maryjczyków
Niebiańskie żony Łąkowych Maryjczyków (ros. Небесные жёны луговых мари, Niebiesnyje żony ługowych mari) – rosyjski dramat z 2012 roku w reżyserii Aleksieja Fiedorczenki.

## Obsada
- Julija Aug jako Oropti
- Jana Jesipowicz jako Oszwika
- Wasilij Domraczow jako Pawlik
- Darja Jekamasowa jako Onia
- Olga Dobrina jako Oszalak
- Jana Trojanowa jako Orika
- Olga Diegtiariowa jako Okaj
- Aleksandr Iwaszkiewicz jako Sasza
- Jana Sekste jako Orazwi

## Nagrody
Film otrzymał nagrodę w roku 2013 na Międzynarodowym Konkursie Nowe Horyzonty we Wrocławiu, gdzie przyznano mu Grand Prix oraz nagrodę pieniężną w wysokości 20 tysięcy euro.
Jury w składzie
- Béla Tarr
- Dominga Sotomayor-Castillo
- Edgar Pêra
- Joanna Kos-Krauze
- Christoph Terhechte

Uzasadnienie jury festiwalu
"Za delikatność, empatię, szacunek dla godności ludzkiej, a także wielkie poczucie humoru i wyobraźnię. Film daje nadzieję na wolność sztuki, a także przedstawia nam najsympatyczniejszego zombie w całej historii kina."